# Georg Brüggen
Georg Brüggen (* 11. Mai 1958 in Ibbenbüren) ist ein deutscher Rechtsanwalt und ehemaliger Staatsminister.

## Biografie
Nach dem Schulbesuch studierte Brüggen Rechtswissenschaften und Betriebswirtschaft. Während seines Studiums annoncierte er beim Corps Rheno-Guestphalia Münster, welchem er heute als Alter Herr angehört. Er schloss die Studiengänge 1990 mit Zweitem Staatsexamen und mit Diplom ab. Nach einer Tätigkeit in der Privatwirtschaft wechselte er 1991 in den Staatsdienst des Freistaates Sachsen, zunächst bis 1995 in der Staatskanzlei, dann bis 1998 im Innenministerium. Von 1998 bis 2000 war er Regierungspräsident im Regierungsbezirk Chemnitz, anschließend Staatssekretär im Thüringer Innenministerium. Von 2001 bis 2002 leitete er als Staatsminister die Sächsische Staatskanzlei unter Ministerpräsident Kurt Biedenkopf.
Nach seinem Ausscheiden aus dem sächsischen Staatsdienst gründete Brüggen eine Rechtsanwaltskanzlei mit Schwerpunkt auf Öffentliches Recht und Wirtschaftsrecht mit Sitz in Dresden, Chemnitz und Berlin. Seit 2007 ist er Mitglied der Ethikkommission der Medizinischen Fakultät der TU Dresden und derzeit Lehrbeauftragter der TU Chemnitz für Öffentliches Wirtschaftsrecht.